# Somaya Bousaid
Somaya Bousaid (tiếng Ả Rập: سمية بوسعيد) (sinh ngày 5 tháng 5 năm 1980) là một vận động viên Paralympic Tunisia  thi đấu chủ yếu trong các sự kiện cự ly trung bình T13.
Cô đã tham dự Paralympic mùa hè 2004 ở Athens, Hy Lạp, nơi cô đã giành huy chương vàng ở T12 1500m và huy chương đồng ở T12 800m. Cô trở lại Paralympics năm 2008 tại Bắc Kinh, Trung Quốc giành được nhiều huy chương đồng ở T13 1500m và T12 / 13 800m.
Somaya đã tham dự Paralympic Mùa hè 2012 tại London, Vương quốc Anh, nơi cô đã giành được huy chương bạc trong T13 400m.